# Ganisa postica
Ganisa postica är en fjärilsart som beskrevs av Walker 1855. Ganisa postica ingår i släktet Ganisa och familjen Eupterotidae. Inga underarter finns listade i Catalogue of Life.